# Hermannskogel
A Hermannskogel Bécs legmagasabb hegye, a XIX. kerületben.

## Története
A hegy írott forrásban elsőként 1355-ben tűnt fel hermannschobel néven.
1889 óta a hegyen áll a Habsburgwarte, egy 27 méter magas torony, amely 1918-ig Ausztria központi földmérési alappontja volt.

## Képek

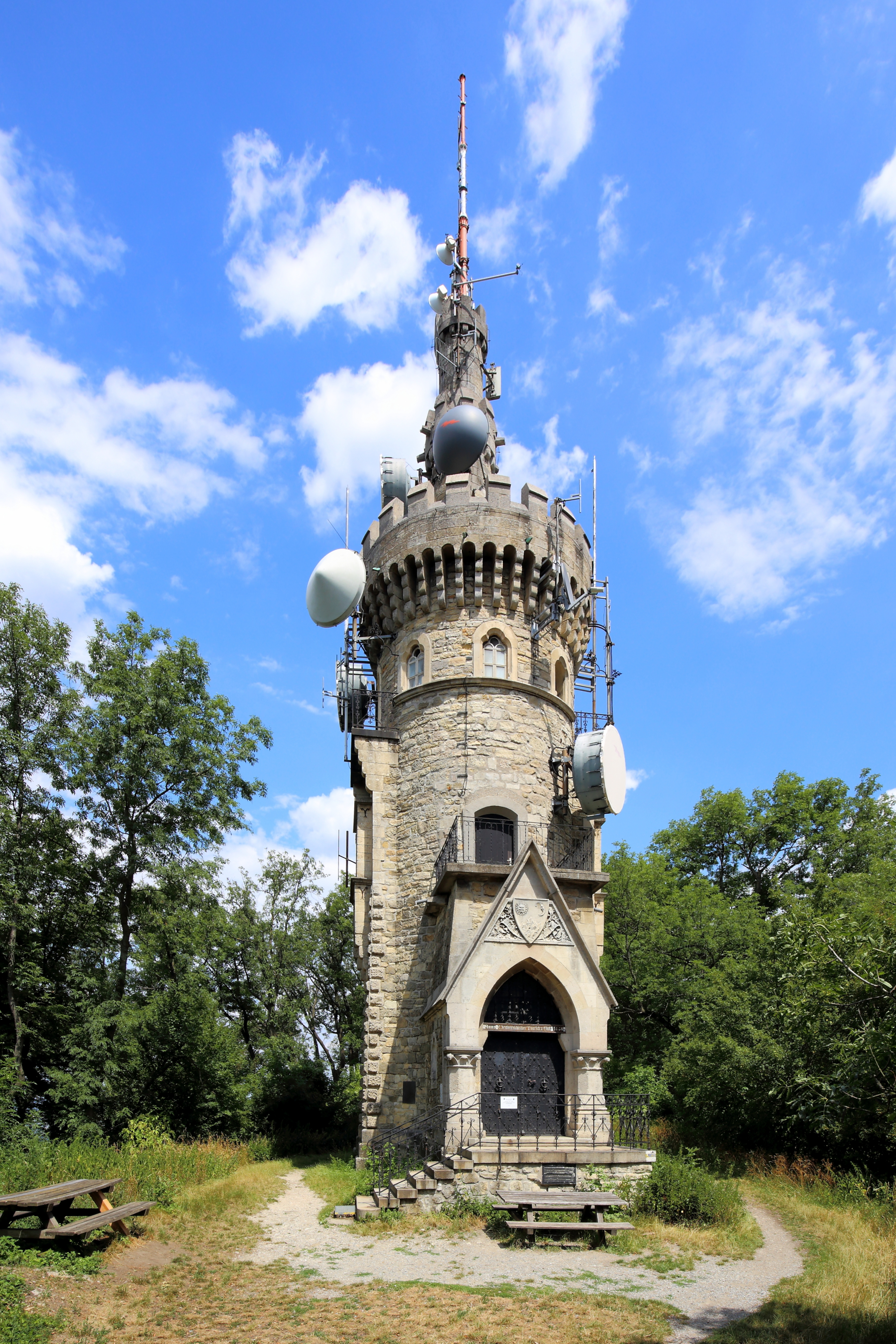
A Habsburgwarte
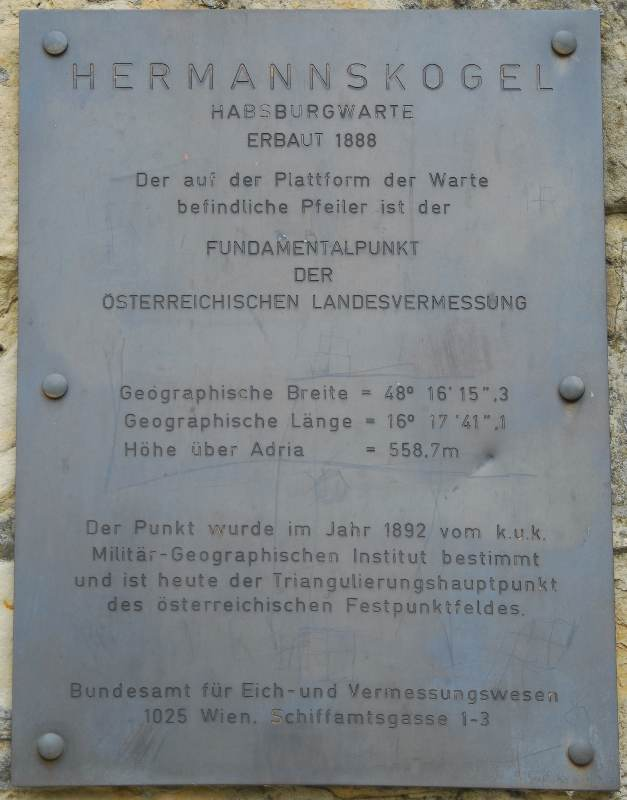

## Fordítás
- Ez a szócikk részben vagy egészben  a   Hermannskogel című német Wikipédia-szócikk fordításán alapul.  Az eredeti cikk szerkesztőit annak laptörténete sorolja fel. Ez a jelzés csupán a megfogalmazás eredetét és a szerzői jogokat jelzi, nem szolgál a cikkben szereplő információk forrásmegjelöléseként.